# توماس إم. ريان جونيور
توماس إم. ريان جونيور (بالإنجليزية: Thomas M. Ryan, Jr.)‏ هو ضابط أمريكي، ولد في 10 ديسمبر 1928 في ديترويت في الولايات المتحدة.